# هيلدا ري
هيلدا ري (بالإسبانية: Hilda Rey)‏ هي ممثلة أرجنتينية، ولدت في القرن العشرين، وتوفيت في 1994.

## وصلات خارجية
- هيلدا ري على موقع IMDb (الإنجليزية)